# Колеџ (Аљаска)
Колеџ (енгл. College) град је у САД у савезној држави Аљаска, у округу Фербанкс Северна Звезда. Дио је метрополитанске области Фербанкса. 2010. Колеџ је имао 12.964 становника, па је четврти по величини град на Аљасци.
Универзитет Фербанкс се налази између ова два града и служи као њихова граница.

## Географија
Колеџ се налази на 64° 50′ 54″ N 147° 49′ 38″ W / 64.84833° С; 147.82722° З.
Колеџ има површину од 49.4 км ², од чега је 48.4 км ² копна, а 1.1 км ² водених површина.

## Демографија
По попису из 2010. године број становника је 12.964, што је 1.562 (13,7%) становника више него 2000. године.
|                   | 2010.           | 2000.           |
| Укупно            | 12 964 (100,0%) | 11 402 (100,0%) |
| Белци             | 9 139 (70,50%)  | 8 677 (76,10%)  |
| Остали            | 2 498 (19,27%)  | 1 610 (14,12%)  |
| Хиспаноамериканци | 687 (5,299%)    | 396 (3,473%)    |
| Азијати           | 591 (4,559%)    | 364 (3,192%)    |
| Афроамериканци    | 49 (0,378%)     | 355 (3,113%)    |